# Myrmecophilus nebrascensis
Myrmecophilus nebrascensis är en insektsart som beskrevs av Lugger 1898. Myrmecophilus nebrascensis ingår i släktet Myrmecophilus och familjen Myrmecophilidae. Inga underarter finns listade i Catalogue of Life.